# Choroba Pageta kości
Choroba Pageta kości (łac. osteitis deformans) – przewlekła choroba układu kostnego, która charakteryzuje się występowaniem co najmniej jednego ogniska nieprawidłowego tworzenia kości przez osteoblasty, poprzedzone nasiloną reabsorpcją kości przez osteoklasty.

## Historia
Nazwa choroby została nadana na cześć brytyjskiego chirurga Jamesa Pageta, który w roku 1877 po raz pierwszy opisał to schorzenie.

## Objawy i przebieg
Przebieg może być bezobjawowy lub towarzyszą tej chorobie ból kości, złamanie
i/lub zniekształcenie kości, rzadko przemiana nowotworowa. Objawy choroby występują najczęściej w średnim lub podeszłym wieku.
Najczęstsze miejsca występowania ognisk chorobowych:
- czaszka,
- miednica,
- kręgi,
- kość udowa i piszczelowa.

Choroba Pageta zwiększa ryzyko rozwinięcia kostniakomięsaka.

## Etiologia
Przyczyna choroby jest nieznana. Badając dwie spokrewnione grupy osób badacze zidentyfikowali gen, który prawdopodobnie mógłby zwiększać skłonność do tej choroby. W osteoklastach, pochodzących ze zmienionych chorobowo kości, zauważono obecność wirusowych ciałek wtrętowych, które przypominały twory w RNA paramyksowirusów, takich jak wirus odry, nosówki i wirus oskrzelowy RSV (respiratory syncytial virus).

## Epidemiologia
Częściej chorują mężczyźni (2:1). Największą zachorowalność notuje się w: Wielkiej Brytanii, Nowej Zelandii, Australii, Ameryce Północnej i Europie Zachodniej.
W Stanach Zjednoczonych choruje ok. 1% populacji.
Bardzo rzadko występuje młodzieńcza postać choroby Pageta, o dziedziczeniu autosomalnym recesywnym, gdzie niedobór osteoprotegeryny powoduje od urodzenia przyśpieszony obrót kostny.

## Rozpoznanie
Badania wykorzystywane w diagnostyce choroby Pageta:
- stężenie fosfatazy alkalicznej (izoenzym kostny) we krwi - rośnie w chorobie Pageta
- stężenie wapnia we krwi
- stężenie 25-OH witaminy D3
- stężenie hydroksyproliny w moczu - rośnie w chorobie Pageta
- RTG kości
- scyntygrafia kości
- tomografia komputerowa kości
- rezonans magnetyczny kości
- biopsja kości.

## Leczenie
- część przypadków choroby Pageta nie wymaga leczenia
- leczenie ortopedyczne
  - leczenie operacyjne
  - sprzęt ortopedyczny
- leczenie farmakologiczne
  - bisfosfoniany
    - alendronian
    - risedronian
    - pamidronian
    - etidronian

  - kalcytonina łososiowa

## Klasyfikacja ICD10
| kod ICD10     | nazwa choroby                       |
| ------------- | ----------------------------------- |
| ICD-10: M88   | Choroba Pageta                      |
| ICD-10: M88.0 | Choroba Pageta dotycząca czaszki    |
| ICD-10: M88.8 | Choroba Pageta innych kości         |
| ICD-10: M88.9 | Choroba Pageta kości, nie określona |